# 寺部村
寺部村（てらべむら）は、愛知県西加茂郡にあった村。現在の豊田市の一部にあたる。

## 地理
矢作川左岸の低位段丘に位置していた。

## 歴史
- 1873年（明治6年）農業組合積善社設立[2]。
- 1884年（明治17年）上野山、渋川、市木、矢並、池田、岩滝の各村を管轄する西加茂郡第19組戸長役場を設置[2]。
- 1887年（明治20年）養蚕組合鬼肘社設立[2]
- 1889年（明治22年）10月1日、町村制の施行により、西加茂郡寺部村が単独で村制施行し、寺部村が発足[1][2]。大字は編成せず[2]。
- 1893年（明治26年）養蚕組合第二鬼肘社設立[2]
- 1906年（明治39年）7月1日、西加茂郡益富村、野見村、渋川村、上野山村、市木村、平井村、四谷村（一部）と合併し、高橋村を新設して廃止された[1][2]。合併後、高橋村寺部となる[2]。

### 地名の由来
古くから寺辺と称され、寺院が多いところの意。

## 産業
- 農業、養蚕[2]

## 教育
- 1874年（明治7年）上野山村の義校を守綱寺に移転して文成学校に改称[2]。1875年（明治8年）東高院に再移転し寺部学校に改称[2]。のち寺部小学校となる[2]。1892年（明治25年）寺部尋常小学校に高等科を併設[2]。1894年（明治27年）寺部尋常高等小学校となる[2]。

## 名所・旧跡
- 寺部城（寺部陣屋）[2]